# NGC 2193
NGC 2193 je otvoreni skup  u zviježđu Zlatnoj ribi. 

## Vanjske poveznice
- SEDS: NGC 2193